# Мамаев, Владимир Петрович
Владимир Петрович Мамаев (30 ноября 1925, Хабаровск — 1 февраля 1987, Москва) — советский химик-органик и организатор науки, член-корреспондент АН СССР, директор в 1975—1987 гг. Новосибирского института органической химии СО АН СССР (НИОХ). Автор более 300 научных статей и 44 патентов. С именем В. П. Мамаева связаны важные достижения в области синтетической органической химии, химии гетероциклических соединений, становление и развитие химической науки в Сибири.

## Биография

Мемориальная доска на здании Института органической химии СО РАН

Окончив школу, поступает в Московский химико-технологический институт им. Д. И. Менделеева, который успешно оканчивает в 1947 году. Учился со знаменитыми в будущем химиками Р. А. Буяновым и Д. Г. Кнорре. В МХТИ на В. П. Мамаева наибольшее влияние оказали академики В. М. Родионов и Н. Н. Ворожцов-мл. Руководителем кандидатской диссертации молодого ученого, оставленного после завершения учебы в аспирантуре, становится Н. Н. Ворожцов-мл.
Во время учебы в аспирантуре В. П. Мамаев работает в научно-исследовательском институте полупроводников и красителей. Постепенно окончательно формируется сфера его научных интересов: гетероциклические соединения в целом, синтез и реакционная способность азинов, химия индола. Уже в 1951 г. на наработанных материалах он защищает в Научно-исследовательском институте органических полупродуктов и красителей кандидатскую диссертацию «Исследование в области ацил-п-хинонов», что позволяет ему начать и педагогическую деятельность: в 1956—1959 гг. В. П. Мамаев занимает должность доцента кафедры органической химии МХТИ.
В 1959 г. молодой исследователь был приглашен в только что созданный Новосибирский Академгородок. В Новосибирском Институте органической химии СО АН СССР (НИОХ СО АН СССР) он возглавляет лабораторию физиологически активных веществ (в дальнейшем — лаборатория гетероциклических соединений). Ядро лаборатории составили молодые ученые: В. Боровик, О.Родина, В.Кривопалов, Е. Любимова, М. Михалева, В. Седова, Г. Шишкин, О. Шкурко, С. Барам.
В 1965 г. В. П. Мамаев становится профессором по органической химии. Исследования синтеза пиримидиновых соединений, таутомерных превращений замещенных азинов, нуклеофильных замещений в галогеновых пиримидинах и некоторые изыскания в области химии индола и его производных, произведенные его лабораторией, позволяют ученому уже в 1967 г. успешно защитить докторскую диссертацию на тему «Исследование 2-замещенных пиримидинов». Полученные исследователем результаты оказались крайне востребованы не только химической, но и медицинской наукой: изучение индола позволило создать новые более эффективные противовирусные препараты для лечения герпеса.
В 1972 году он избран членом-корреспондентом АН СССР по отделению общей и технической химии. Перспективный учёный постоянно отмечался Н. Н. Ворожцовым-мл. Еще в 1965 году В. П. Мамаев становится его заместителем по научной части, занимая данный пост до 1975 года. После смерти своего учителя он становится новым директором НИОХ СО АН СССР, оставаясь в должности до 1987 г. Одновременно являлся членом Президиума СО АН СССР, заместителем председателя объединенного ученого совета по химическим наукам, сопредседателем двух координационных советов с Минмедбиопромом СССР и СО АМН СССР, членом редколлегии одного из ведущих профильных журналов — «Химия гетероциклических соединений».

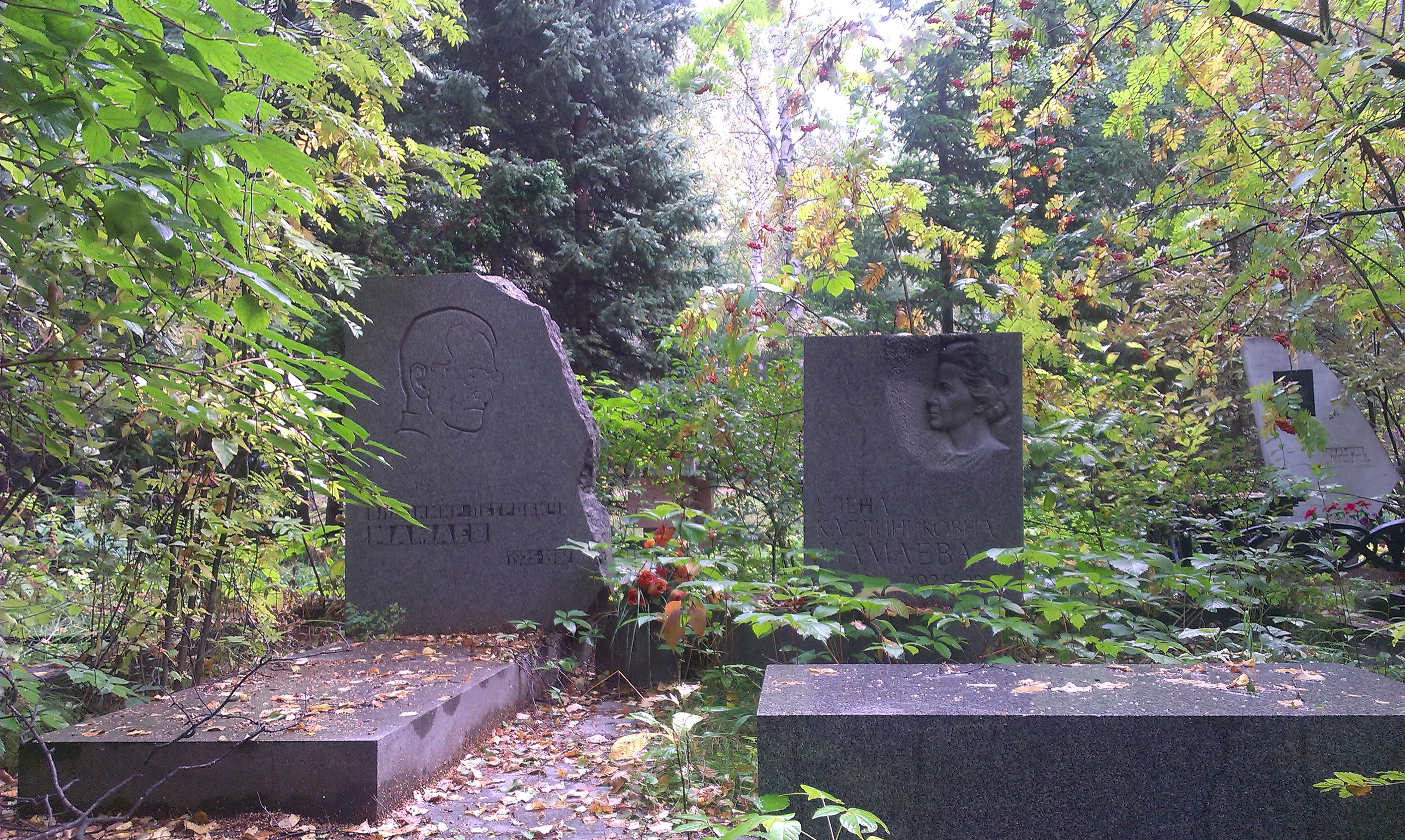
могила В. Мамаева на Южном кладбище

В. П. Мамаев скоропостижно скончался 1 февраля 1987 года в Москве. Похоронен на Южном кладбище в Новосибирске.
В память учёного на здании Института органической химии СО РАН установлена мемориальная доска. В музее института постоянно демонстрируется специальная памятная экспозиция.

## Педагогическая деятельность
Начало педагогической деятельности В. П. Мамаева было положено ещё в Москве. Успешно продолжал он её и в Новосибирске, сочетая научно-исследовательскую деятельность с лекциями на факультете естественных наук НГУ. Постепенно складывалась и собственная научная школа учёного, собравшая наиболее талантливых членов его лаборатории гетероциклических соединений. В. П. Мамаев явился научным руководителем 15 кандидатов и консультантом 2 докторов химических наук.

## Награды, премии, почётные звания
Научные и общественные заслуги ученого неоднократно отмечались. Он трижды награждён орденом Трудового Красного Знамени и орденом Дружбы народов, медалями. В 1987 г. становится лауреатом Премии Совета Министров СССР.